# 紫紅駝雀鯛
紫紅駝雀鯛，為輻鰭魚綱鱸形目鱸亞目擬雀鯛科的一種，分布於西太平洋新幾內亞、澳洲大堡礁至東加海域，深度5-40公尺，為熱帶海水魚，體長可達7.5公分，棲息在珊瑚礁、潮間帶水域，生活習性不明，可做為觀賞魚。
其种加词“purpurascens”意为“有点紫色的”。